# 杏黄兜兰
杏黄兜兰（学名：Paphiopedilum armeniacum），又叫金拖鞋兰，为兰科兜兰属下的一个植物种。

## 特点
原产中华人民共和国云南碧江，为多年生常绿草木。野生品种生于海拔1400至2100米的石灰岩壁积土处，或多石而排水良好的草坡上。花朵为金黄色或杏黄色，退化雄蕊有紫红色脉纹。

## 图像

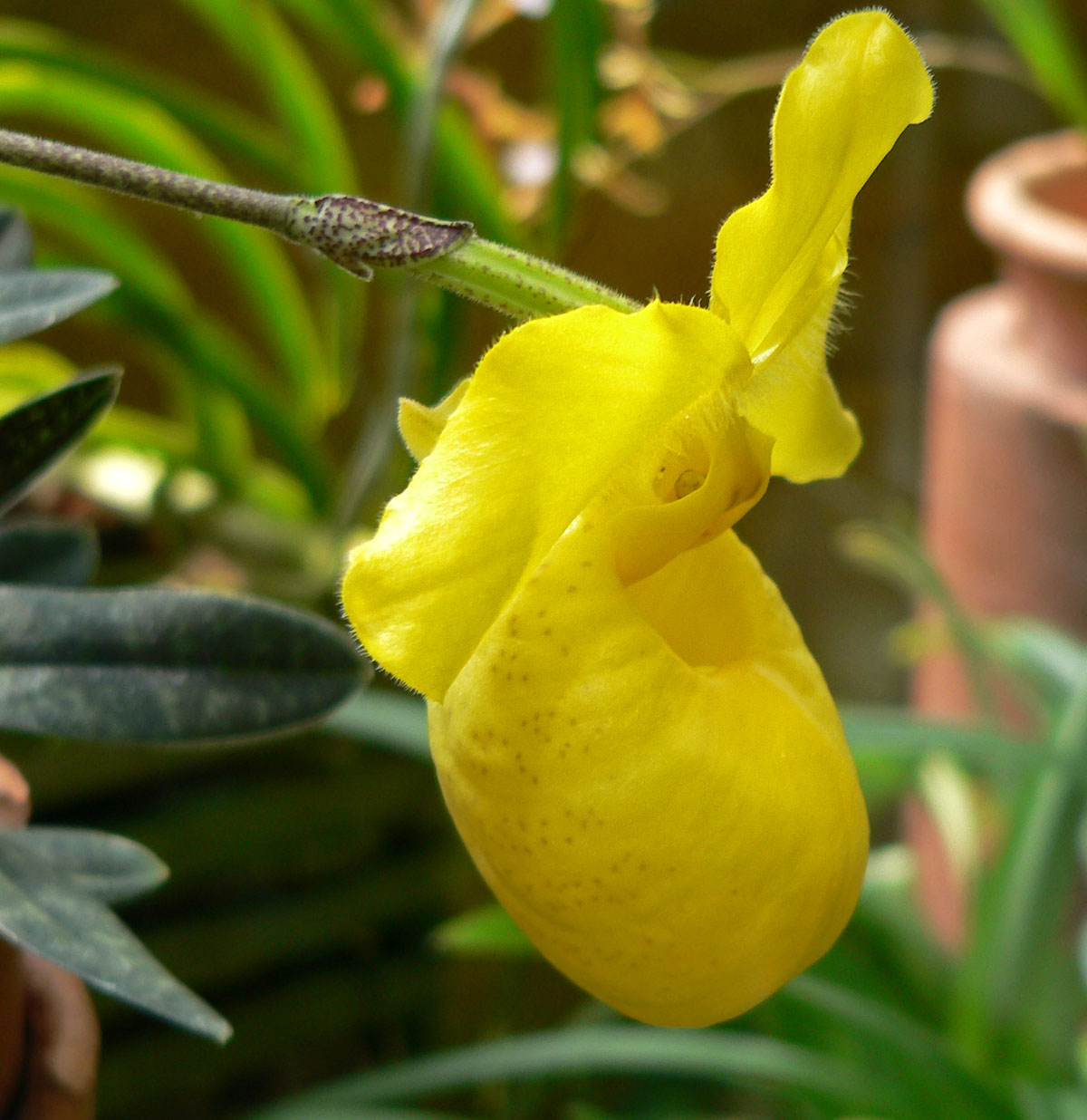
杏黄兜兰
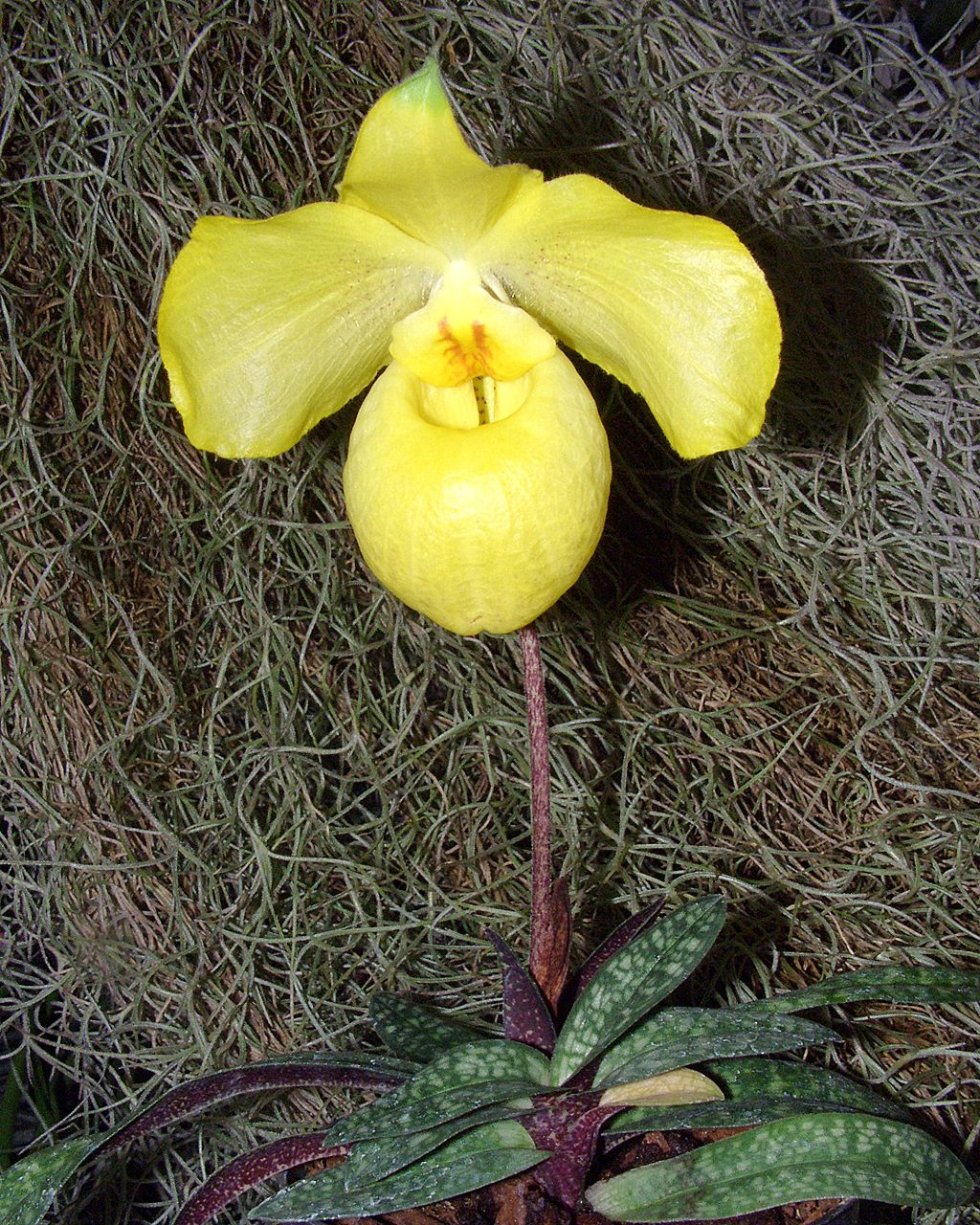
杏黄兜兰
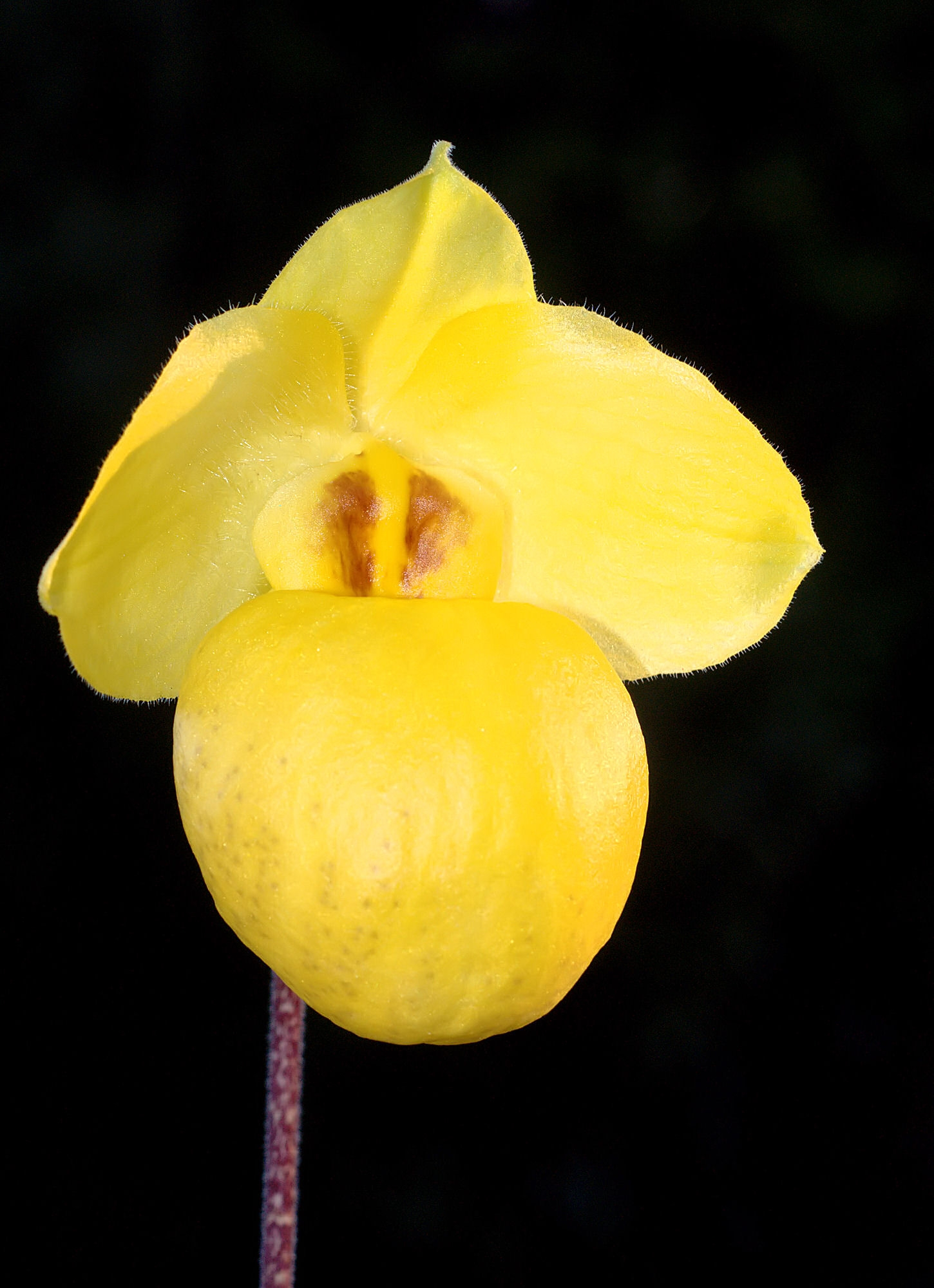
杏黄兜兰
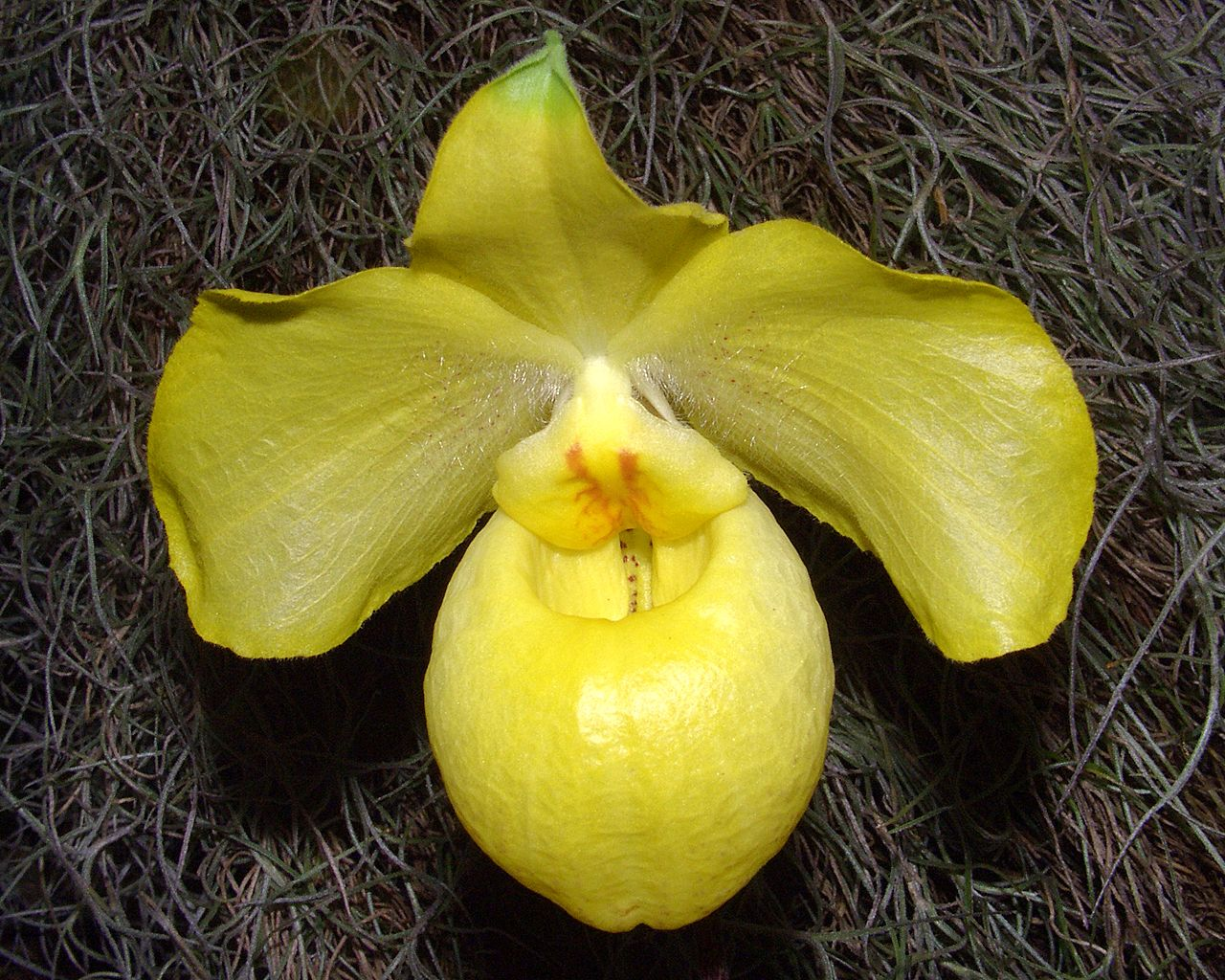
杏黄兜兰
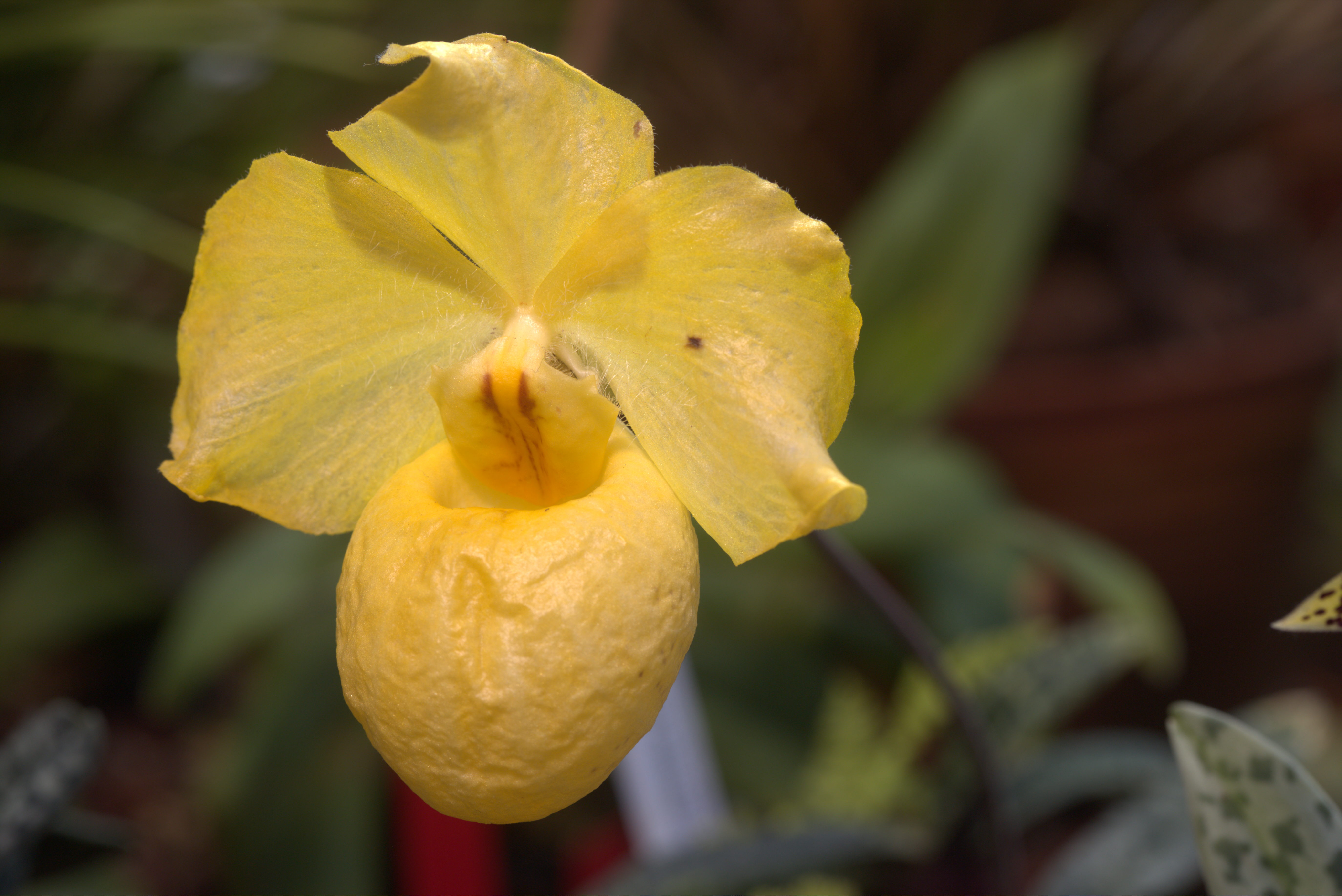
杏黄兜兰
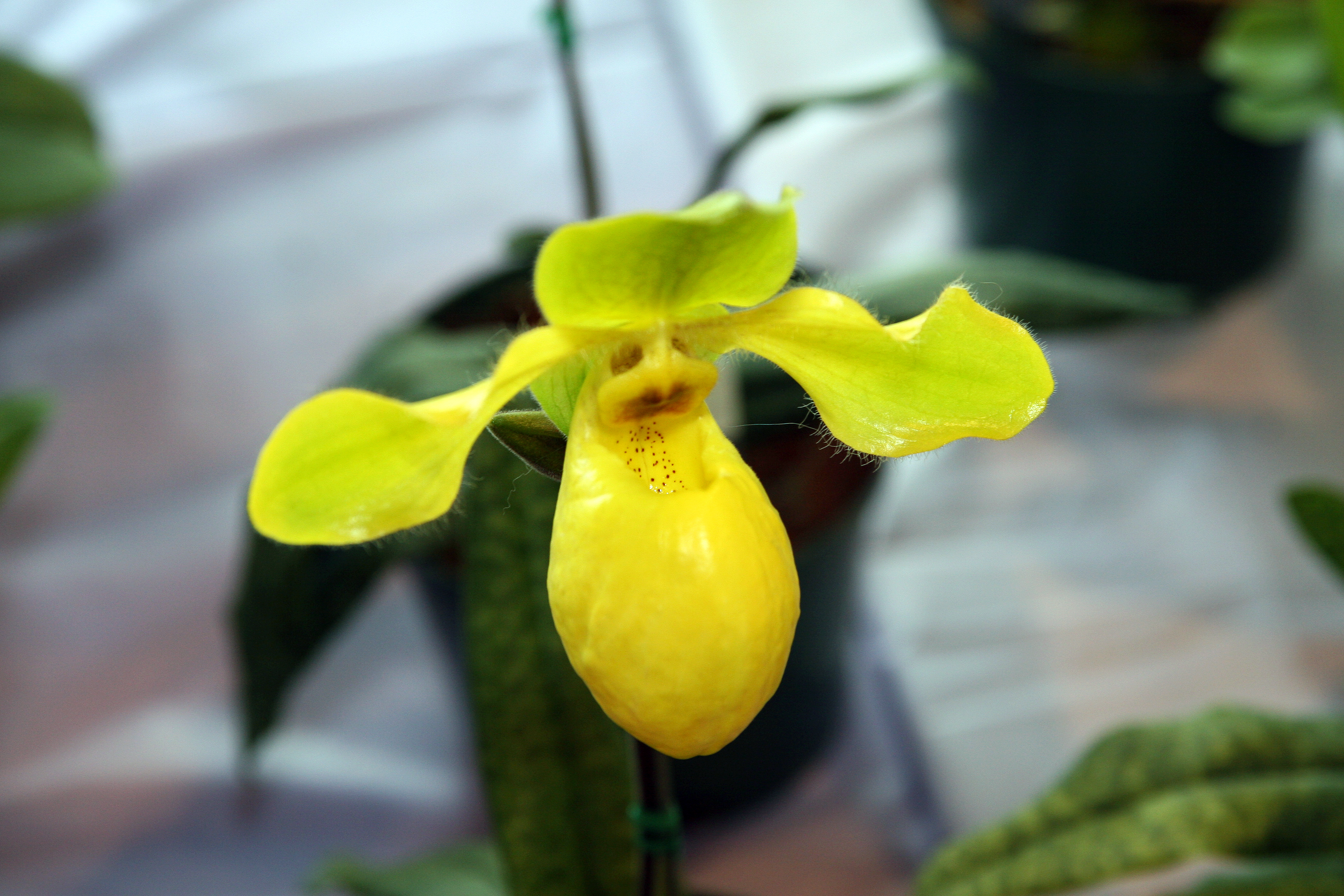
杏黄兜兰的杂交品种
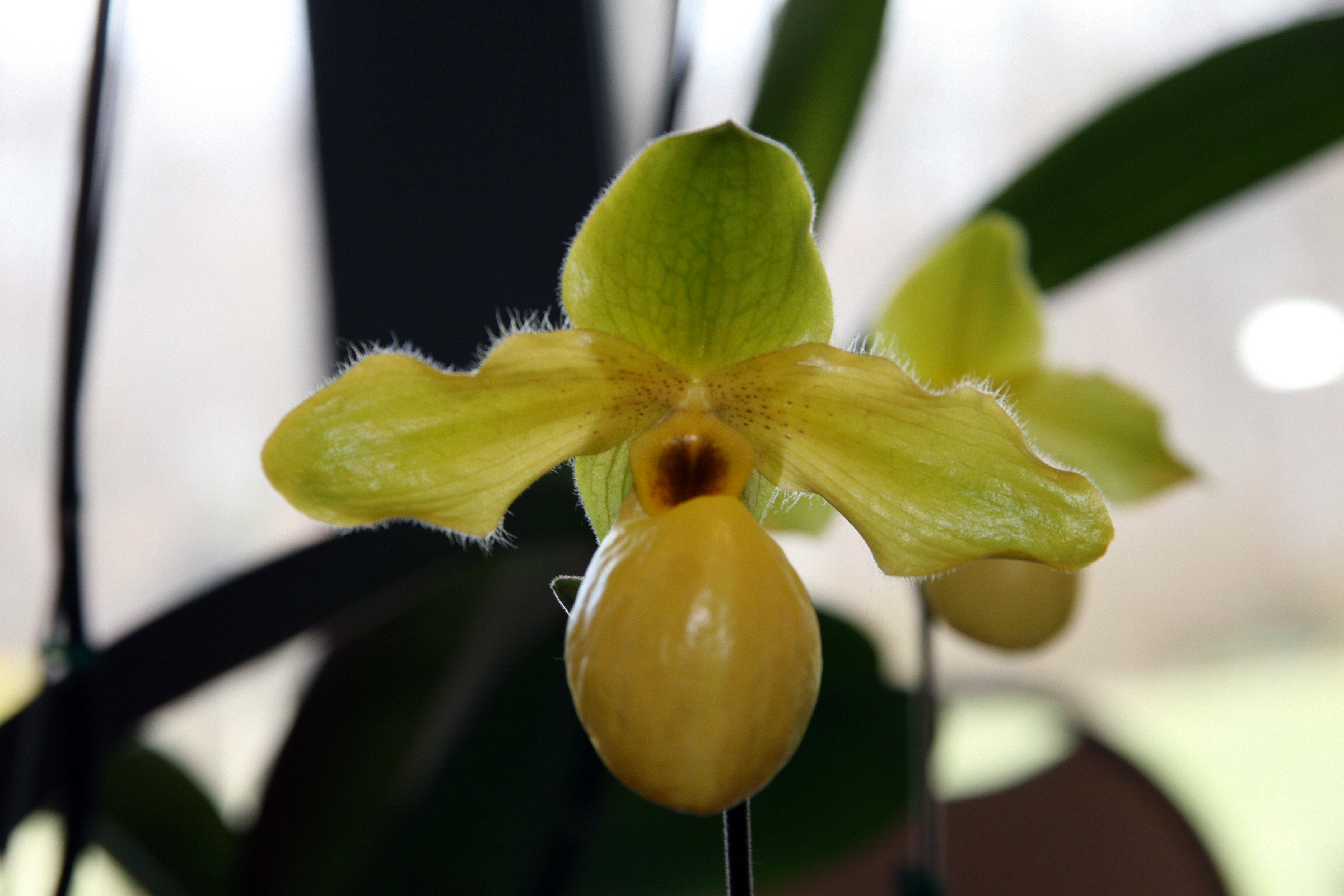
杏黄兜兰的杂交品种
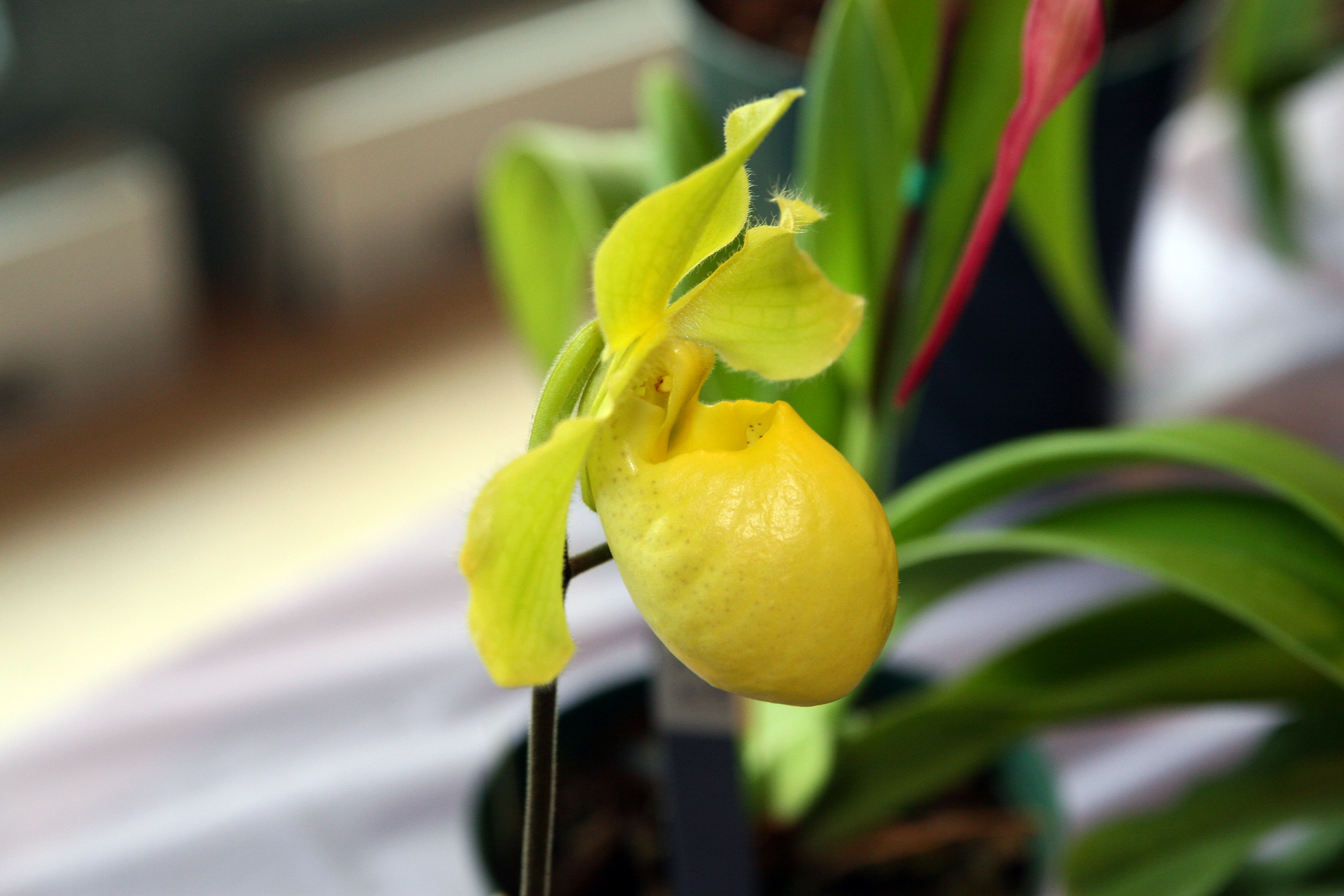
杏黄兜兰的杂交品种
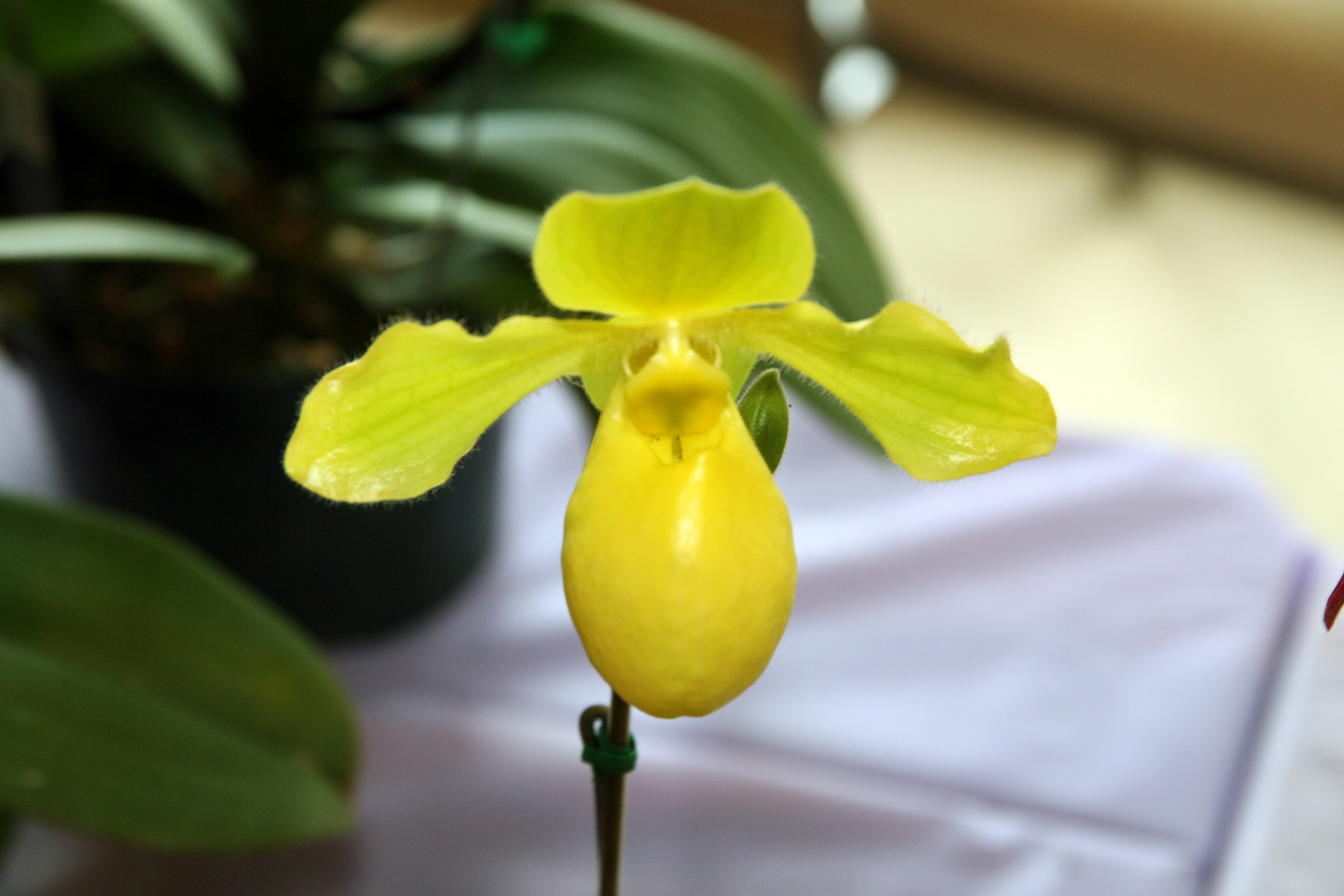
杏黄兜兰的杂交品种
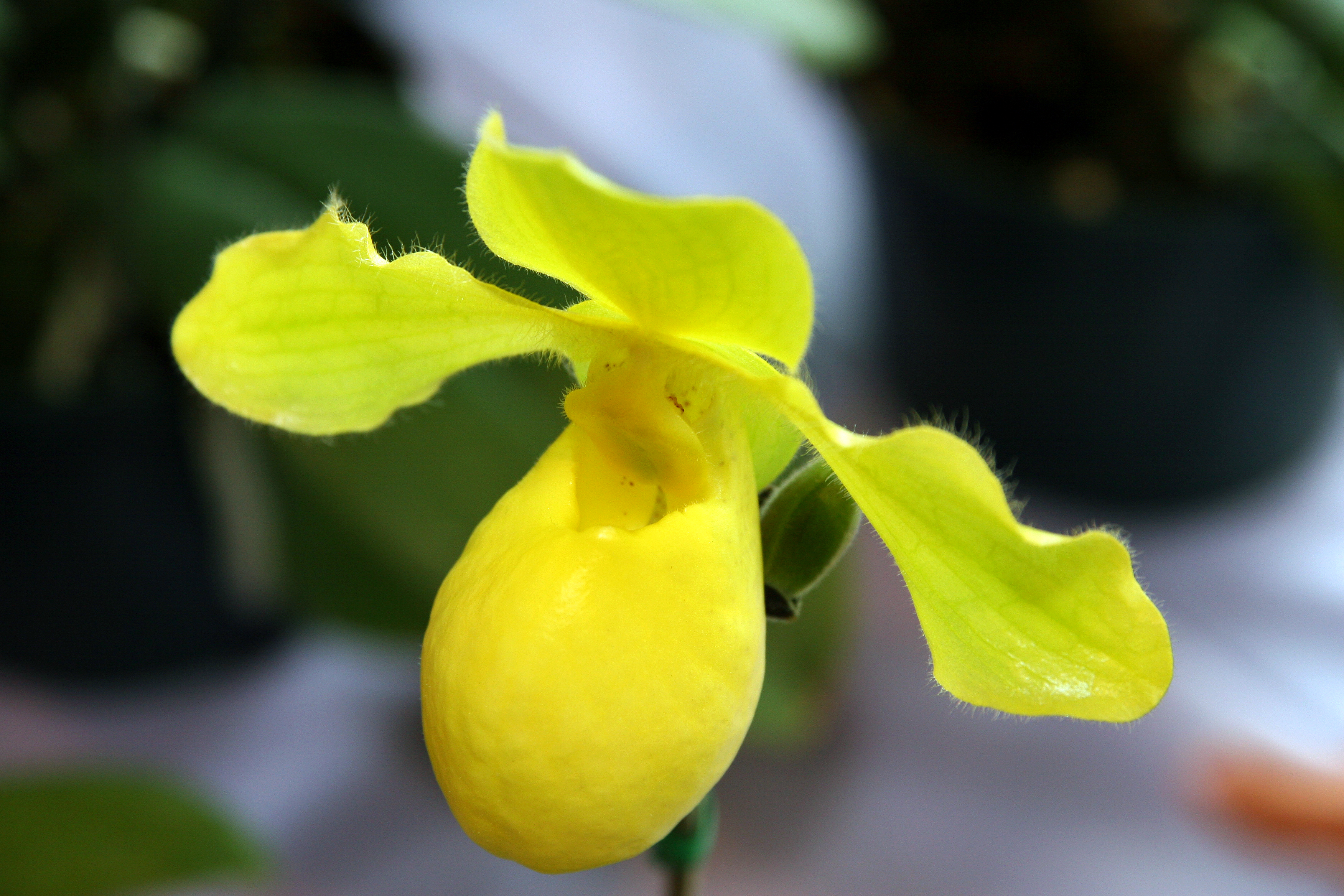
杏黄兜兰的杂交品种
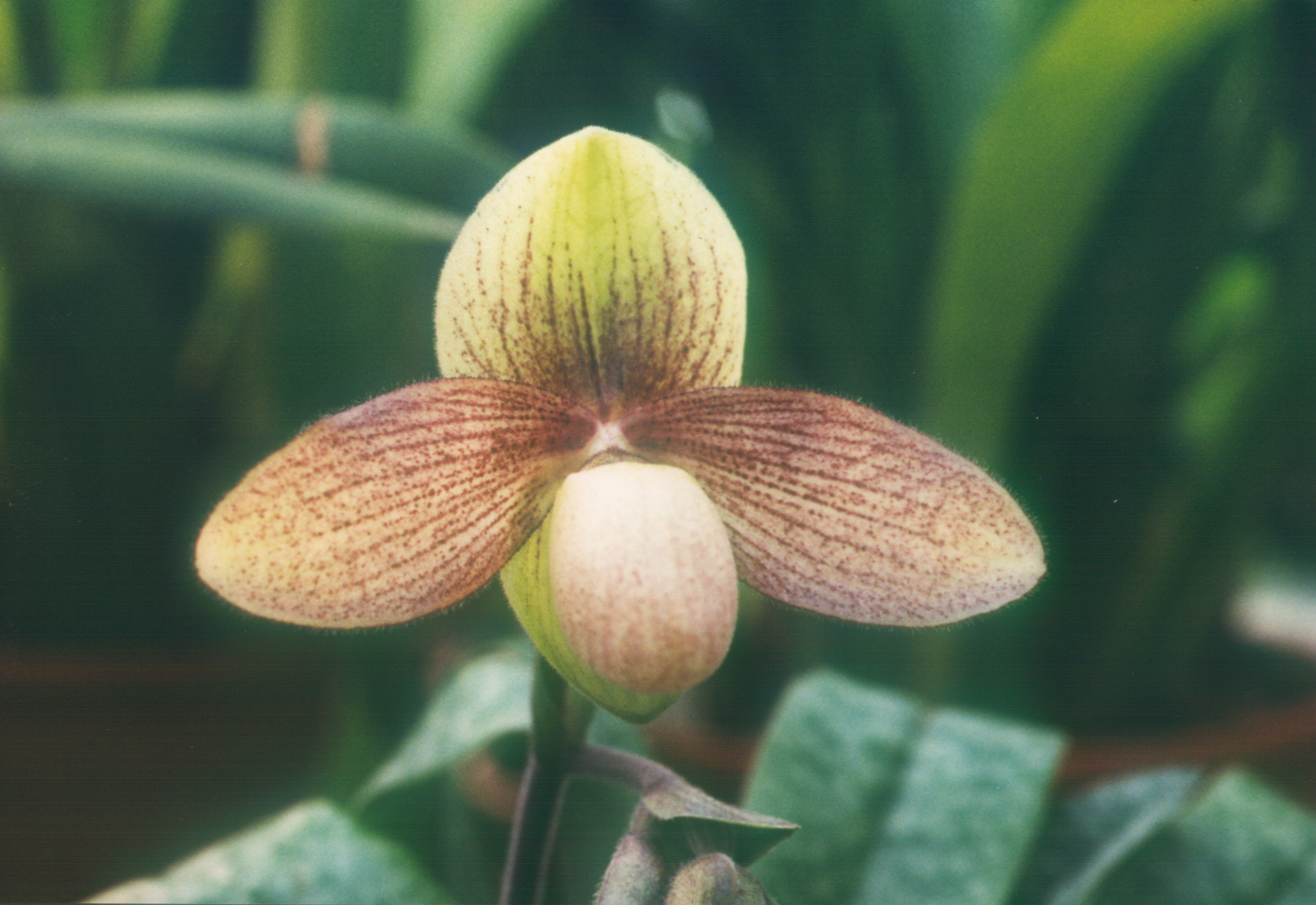
杏黄兜兰的杂交品种
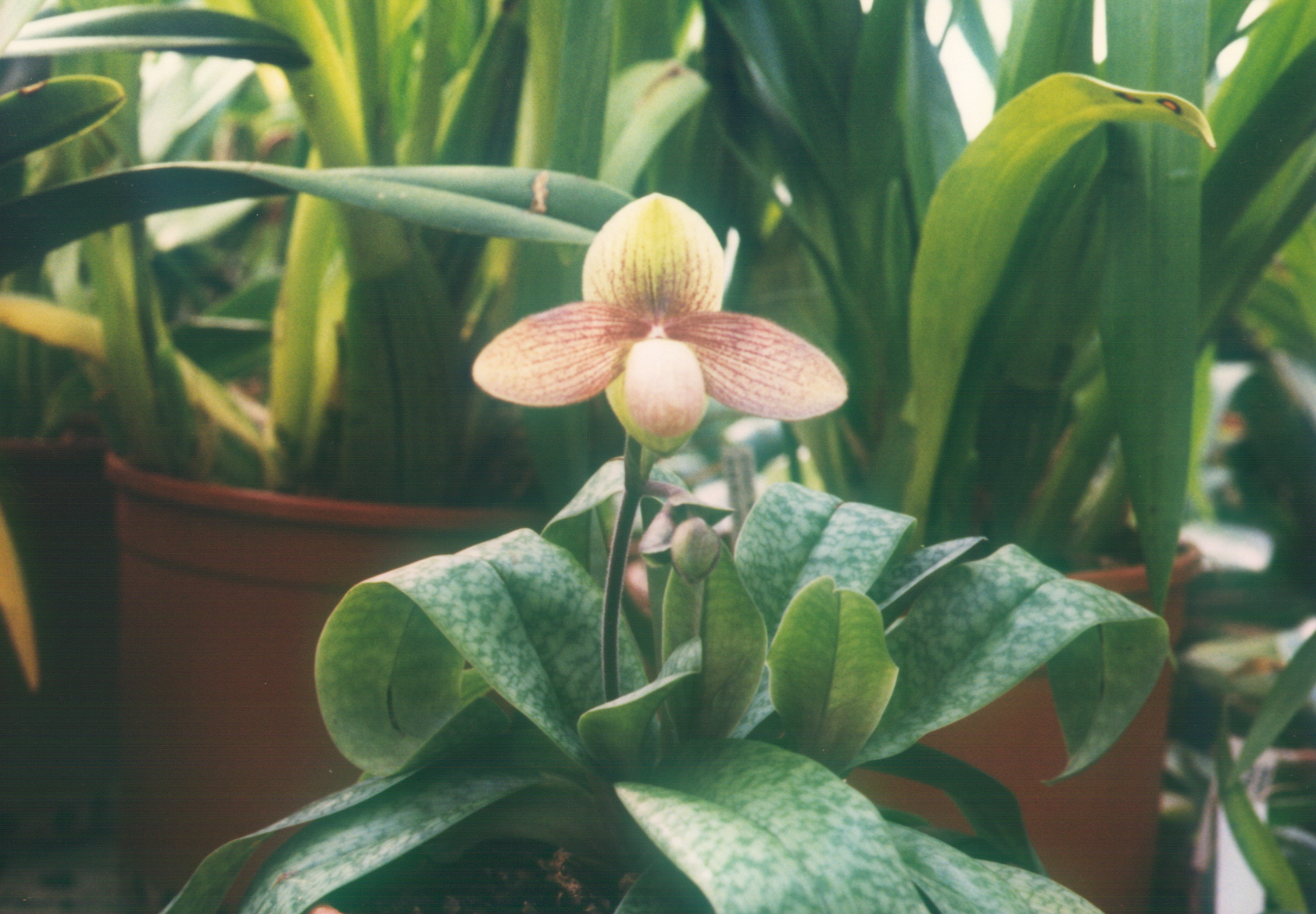
杏黄兜兰的杂交品种